# BMW N46
| N46                            | N46                                                   |
| ------------------------------ | ----------------------------------------------------- |
|                                |                                                       |
| Виробник:                      | BMW                                                   |
| Марка:                         | N46                                                   |
| Тип:                           | Чотирициліндровий двигун                              |
| Робочий об'єм:                 | - 1,8 л - (1,796 куб.см) - 2,0 л - (1,995 куб.см) см3 |
| Максимальна потужність:        | 85-127 кВт (114–170 к.с.) кВт                         |
| Максимальний обертовий момент: | 175-210 Н⋅м Н·м                                       |
| Циліндрів:                     | 4                                                     |
| Клапанів:                      | 16                                                    |
| Хід поршня:                    | - 81 мм (3.19 дюйма) - 90 мм (3,54 дюйма) мм          |
| Діаметр циліндра:              | - 84 мм (3,31 дюйма) мм                               |
| Система живлення:              | Пряме впорскування                                    |
| Охолодження:                   | рідинне охолодження                                   |
| Газорозподільний механізм:     | DOHC ланцюг VVT, змінний підйом клапана               |
| Матеріал блоку циліндрів:      | Алюміній                                              |
| Матеріал ГБЦ:                  | Алюміній                                              |
| Тактність (число тактів):      | 4                                                     |
| Червона зона:                  | 6500 об/хв                                            |
| Рекомендоване паливо:          | Бензин                                                |

BMW N46 — атмосферний, чотирициліндровий двигун, який замінив BMW N42 і випускався з 2004 по 2015 рік.
N46 служив основою для меншого двигуна BMW N45 (який не мав Valvetronic).
У 2007 році був представлений наступник N46 — BMW N43. Однак N43 з прямим уприскуванням не продавався в країнах з високим вмістом сірки, тому N46 продовжував випускатися разом з N43. Виробництво N46 тривало до 2015 року, коли останні моделі N46 були замінені на чотирициліндровий двигун BMW N13 з турбонаддувом.

## Дизайн
У порівнянні зі своїм попередником N42, N46 має змінені колінчастий вал, впускний колектор і клапанний механізм. У 2007 році N46 був оновлений, який отримав назву N46N. Зміни включали впускний колектор, випускний розподільний вал і блок керування двигуном, замінений з версії Bosch Motronic ME9.2 на версію MV17.4.6. Червона зона — 6500 об/хв.

## Версії
| Версія   | Об‘єм                   | Потужність                                | Крутний момент                        | Рік      |
| -------- | ----------------------- | ----------------------------------------- | ------------------------------------- | -------- |
| N46B18   | 1 796 см3 (109,6 дюйм3) | 85 кВт (114 гальм. к. с.) при 5500 об/хв  | 175 Н⋅м (129 фунт⋅фут) при 3750 об/хв | 2004 рік |
| N46B20U1 | 1 995 см3 (121,7 дюйм3) | 95 кВт (127 гальм. к. с.) при 5750 об/хв  | 180 Н⋅м (133 фунт⋅фут) при 3250 об/хв | 2005 рік |
| N46B20U2 | 1 995 см3 (121,7 дюйм3) | 100 кВт (134 гальм. к. с.) при 5750 об/хв | 180 Н⋅м (133 фунт⋅фут) при 3250 об/хв | 2007 рік |
| N46B20U0 | 1 995 см3 (121,7 дюйм3) | 105 кВт (141 гальм. к. с.) при 6000 об/хв | 200 Н⋅м (148 фунт⋅фут) при 3750 об/хв | 2007 рік |
| N46B20O1 | 1 995 см3 (121,7 дюйм3) | 110 кВт (148 гальм. к. с.) при 6200 об/хв | 200 Н⋅м (148 фунт⋅фут) при 3600 об/хв | 2004 рік |
| N46B20O1 | 1 995 см3 (121,7 дюйм3) | 110 кВт (148 гальм. к. с.) при 6200 об/хв | 200 Н⋅м (148 фунт⋅фут) при 3750 об/хв | 2004 рік |
| N46NB20  | 1 995 см3 (121,7 дюйм3) | 127 кВт (170 гальм. к. с.) при 6400 об/хв | 210 Н⋅м (155 фунт⋅фут) при 4100 об/хв | 2007 рік |

### N46B18
N46B18 має 1 796 см3 (109,6 дюйм3) об'єм і видає 85 кВт (114 гальм. к. с.) і 175 Н⋅м (129 фунт⋅фут).
Застосування:
- 2004—2005 E46 316i/316ti

### N46B20U0
N46B20U0 виробляє 105 кВт (141 гальм. к. с.) і 200 Н⋅м (148 фунт⋅фут).
- 2007—2008 E90 318i[6].

### N46B20U1
N46B20U1 виробляє 95 кВт (127 гальм. к. с.) і 180 Н⋅м (133 фунт⋅фут).
Застосування:
- 2005—2007 E87 118i
- 2005—2007 E90/E91 318i

### N46B20U2
N46B20U2 виробляє 100 кВт (134 гальм. к. с.) і 180 Н⋅м (133 фунт⋅фут). Його використовували замість двигуна N43 в країнах з високим вмістом сірки в паливі.
Застосування:
- 2007—2011 E81/E87 118i
- 2007—2013 E90 318i

### N46B20A
N46B20A виробляє 105 кВт (141 гальм. к. с.) і 200 Н⋅м (148 фунт⋅фут).
Застосування:
- 2004—2006 E46 318i, 318Ci та 318ti

### N46B20O1
N46B20O1 виробляє 110 кВт (148 гальм. к. с.) і 200 Н⋅м (148 фунт⋅фут). На моделях із вторинним нагнітанням повітря пік крутного моменту припадає на 3750 обертів замість 3600 об/хв.
Застосування:
- 2004—2007 E83 X3 2.0i
- 2005—2008 E85 Z4 2.0i
- 2004—2007 E87 120i
- 2005—2007 E90/E91 320i

### N46NB20
N46B20 виробляє 127 кВт (170 гальм. к. с.) і 210 Н⋅м (155 фунт⋅фут). Його використовували замість двигуна N43 в країнах з високим вмістом сірки в паливі.
Застосування:
- 2007—2011 E81/E82/E87/E88 120i
- 2007—2013 E90/E91/E92/E93 320i
- 2007—2010 E60 520i
- 2009—2015 E84 X1 sDrive18i / xDrive18i
- 2007—2010 E83 X3 2.0i

Номер ключа двигуна N46B20: 